# Жулиет Греко
Жулиет Греко (на френски: Juliette Gréco) е френска певица и актриса.

## Биография
По време на Втората световна война се включва активно заедно с родителите си във френската Съпротива. След войната става част от движението на бохемите интелектуалци и посещавайки кафенета, клубове и събирания, се запознава с Жан-Пол Сартр, Майлс Дейвис, Жан Кокто и Борис Виан. В своите песни тя предава духа, господстващ сред една разочарована и обедняваща интелигенция в следвоенна Франция. Холивудският режисьор и продуцент Дерил Занук често я кани в неговите филми през 1960-те и 1970-те години. Жени се три пъти и има една дъщеря.
Първият звукозапис на Греко датира от 1950 г. и неговият успех я прави известна извън парижките кръгове. В следващите две десетилетия кариерата ѝ на певица е изключително успешна, като популярността ѝ добива световен мащаб. По-късно, със смяната на поколенията, интересът към нейните изпълнения спада, но тя продължава да записва и концертира до наши дни.
През 1982 г. издава първата си автобиографична книга, а впоследствие излизат още документални книги, също както и филмов материал.

## Избрана филмография
| година | филм                         | оригинално заглавие              | роля               | режисьор       |
| ------ | ---------------------------- | -------------------------------- | ------------------ | -------------- |
| 2001   | Белфегор: Фантомът на Лувъра | Belphégor – Le fantôme du Louvre | Жената в гробището | Жан-Пол Саломе |